# 후지와라노 세이시 (972년)
후지와라노 세이시/스케코 (일본어: 藤原 娍子 ふじわら の せいし/すけこ[*], 덴로쿠 3년 (972년) - 만주 2년 3월 25일 (1025년 4월 25일))는 헤이안 시대 중기의 사람이다. 제 67대 산조 천황의 황후이다. 아버지는 증우대신 후지와라노 나리토키, 어머니는 미나모토노 노부미츠의 딸이다.

## 생애
처음엔 카잔 천황으로부터 입궁을 요청받았는데, 아버지 나리토키가 고사하고, 산조 천황의 황태자 시절에 동궁비로써 입궁, 센요덴(宣耀殿)노뇨고로 불렸다. 아름다웠다고 하며, 천황의 총애도 돈독하여, 아츠아키라 친왕 (코이치죠인)을 비롯하여, 아츠노리 친왕, 아츠히라 친왕, 모로아키라 친왕 (쇼신 입도친왕), 토우시 (마사코) 내친왕 (이세 사이구), 시시 (타다코/야스코) 내친왕 (후지와라노 노리미치의 아내) 등 4남 2녀를 낳았다.
하지만, 아버지 나리토키의 사망 후에는 뒷배도 약했고, 특히 좌대신 후지와라노 미치나가의 딸 키요코를 후궁으로 보내 중궁으로 세우는 바람에 그 권세에 밀리기 일쑤였다. 이에 산조 천황은 다이나곤으로 죽은 아버지 나리토키를 우대신으로 추증하고, 스케코를 황후로 세우지만, 입후 당일에도 미치나가의 방해를 받아 의식에 참여한 공경들은 동생인 미치토 이외로는 후지와라노 사네스케, 후지와라노 타카이에, 후지와라노 카네히라만의 쓸쓸함이었다. 카네히라는 산조 천황의 황태자 시절의 춘궁대부인 동시에 사네스케의 친형이도 하며, 타카이에는 조토쿠의 변 이후로 미치나가와 대립하는 나카노 관백가의 사람인 동시에 사네스케에 대해 존경하는 마음을 품고 있었다. 그러나, 사네스케도 미치나가를 생각하여 예정된 시간보다 늦게 참여했다.</ref>.
그 후, 산조 천황의 양위함에 따라 장남 아츠아키라 친왕이 고이치조 천황의 황태자가 되지만, 상황이 죽은 후, 아츠아키라 친왕이 스스로 황태자 지위를 사임하고, 또한, 전 사이구였던 장녀 마사코 내친왕이 후지와라노 미치마사와 밀통하는 등, 황후이면서도 불우한 생애를 보냈다.
아버지 나리토키로부터 전수받은 코토의 명수였다고 한다.

## 연표
- 쇼랴쿠 2년 (991년). 황태자 이야사다 친왕 (훗날의 산조 천황)에게 입궁
- 조토쿠 원년 (995년), 아버지 나리토키 사망
- 간코 원년 (1004년), 아츠미치 친왕의 적처였던 여동생을 데려옴 (아츠미치 친왕부를 이즈미시키부에게 살게 했기 때문).
- 간코 8년 (1011년), 산조 천황의 황위 계승으로 뇨고 선하.
- 간코 9년 (1012년)
  - 1월, 종4위하
  - 4월, 황후가 됨
- 조와 5년 (1016년), 산조 천황의 양위. 아츠아키라 친왕이 태자가 됨
- 간닌 원년 (1017년), 산조 상황 붕어. 같은 해, 아츠아키라 친왕이 황태자 지위에서 스스로 물러남.
- 간닌 2년 (1018년), 출가
- 만쥬 2년 (1025년) 3월 25일, 향년 54세의 나이로 사망.

## 스케코가 등장하는 작품
- 빛나는 그대에게 (2024년, NHK대하드라마) - 배우 아사쿠라 아키 (배역명 스케코)

### 내용주
1. ↑  후지와라노 사네스케는 「하늘에 두개의 태양이 없고, 땅에 두명의 주인이 없다(天に二日なし、土に両主なし)」라고 말하며 병든 몸을 이끌고 참여했다<ref>『小右記』長和元年4月27日条<ref>

### 참조주
1. ↑  『栄花物語』巻第二,花山たづぬる中納言
2. 1 2  関口力『摂関時代文化史研究』思文閣出版〈思文閣史学叢書〉、2007年、pp. 97-101.
3. ↑  関口力『摂関時代文化史研究』思文閣出版〈思文閣史学叢書〉、2007年、pp. 95.
4. ↑  関口力『摂関時代文化史研究』思文閣出版〈思文閣史学叢書〉、2007年、pp. 23-27.
5. ↑  『栄花物語』巻第四,みはてぬゆめ

## 참고문헌
- 쿠라모토 카즈히로 『三条天皇―心にもあらでうき世に長らへば―』 미네르바 서방. 2010년.

## 같이 보기
- 일본 황후 목록